# Alteuthoides kootare
Alteuthoides kootare is een eenoogkreeftjessoort uit de familie van de Peltidiidae. De wetenschappelijke naam van de soort is voor het eerst geldig gepubliceerd in 1986 door Hicks.